# Cantó de Le Grand-Pressigny
El cantó de Le Grand-Pressigny és un cantó francès del departament de l'Indre i Loira, situat al districte de Loches. Té 9 municipis i el cap és Le Grand-Pressigny.

## Municipis
- Barrou
- Betz-le-Château
- La Celle-Guenand
- Ferrière-Larçon
- Le Grand-Pressigny
- La Guerche
- Paulmy
- Le Petit-Pressigny
- Saint-Flovier

## Història
| Data d'elecció                           | Identitat         | Partit                     | Qualitat |
| ---------------------------------------- | ----------------- | -------------------------- | -------- |
| 1945-1949                                | M. Merlot         | Divers droite              |          |
| 1949-1955                                | Louis Léger       | radical                    |          |
| 1955-1961                                | M. Agenet         | Divers droite              |          |
| 1961-1973                                | Fernand Berthouin | radical, després MRG       |          |
| 1973-2004                                | Marcel Fortin     | UDR, després divers droite |          |
| 2004-                                    | Gérard Hénault    | UMP                        |          |
| les dades anteriors no són pas conegudes |                   |                            |          |
|                                          |                   |                            |          |

## Demografia
| A partir de 1990: Població sense dobles comptes |